# Solliès-Toucas
Solliès-Toucas är en kommun i departementet Var i regionen Provence-Alpes-Côte d'Azur i sydöstra Frankrike. Kommunen ligger i kantonen Solliès-Pont som tillhör arrondissementet Toulon. År 2022 hade Solliès-Toucas 6 087 invånare.

## Befolkningsutveckling
Antalet invånare i kommunen Solliès-Toucas
| Referens: INSEE |